# 羽田野敬雄
羽田野 敬雄（はだの/はたの たかお、1798年3月30日〈寛政10年2月14日〉 - 1882年〈明治15年〉6月1日）は、三河国宝飯郡西方村（現・愛知県豊川市御津町西方）出身の国学者・神職。旧姓は山本。通称として常陸（ひたち）や栄木（さかき）などがある。
平田篤胤門下の皇学者であり、なおかつ神職だった。明治政府の神仏分離令によって生じた廃仏毀釈運動の推進者であり、神職の地位向上に貢献した。近代的図書館活動の先駆者でもあり、自らの蔵書を元に設立した「羽田八幡宮文庫」を一般市民に広く公開した。

## 生涯

### 青年期

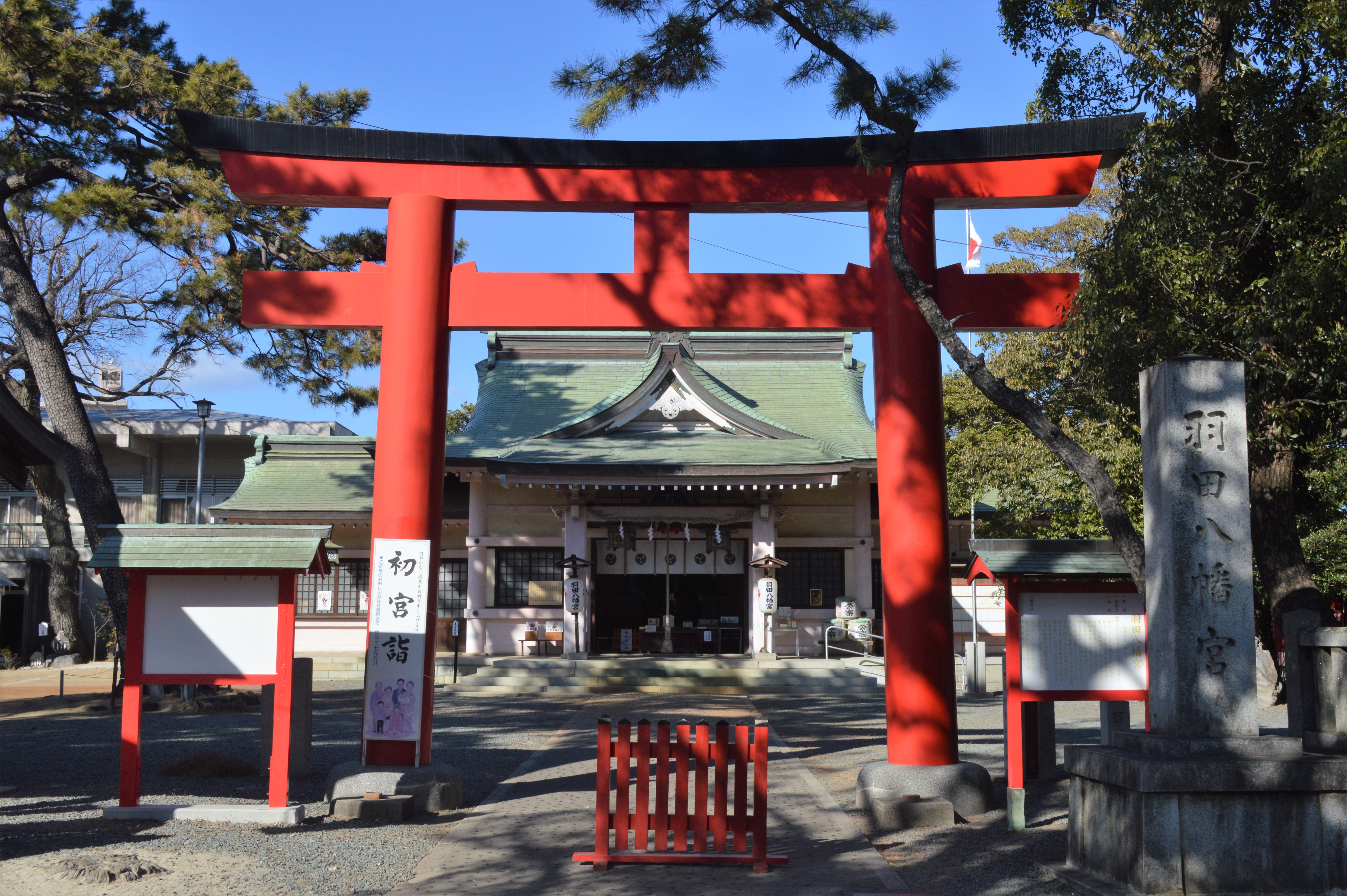
羽田八幡宮の拝殿

寛政10年（1798年）2月14日、三河国宝飯郡西方村（現・愛知県豊川市御津町西方）の上層農家の四男として生まれた。父親は山本兵三郎茂義、幼名は兵作茂雄。父親は読書好きであり、幼少期から父親が読む軍記物を聞いて育った。8歳から12歳までは隣村の医師について手習いを行った。2人の兄も父親や敬雄と同じように読書家だった。8歳から12歳までは近隣の御馬村の医師・南条春林の手習いに通った。内気な性格だったため友人は少なく、父や兄を師として大学、論語、唐詩選などを学んでいる。父親や南条が好んだ俳諧に親しみ、越前国大野藩主・土井利知の門に入って「連波楼文英」を名乗っている。
21歳だった文政元年（1818年）には渥美郡羽田村（現・豊橋市）の神主である羽田野上総敬道の養子となった。9月23日には敬道の娘で15歳の美寿との婚儀を行い、羽田野家第7代となって養父の跡を継いだ。羽田神明宮（現・湊神明社）と別宮・羽田八幡宮の神主となり、名を常陸敬雄と改めた。敬道は50歳の時に西宿（現・豊橋市花田町西宿）の秋葉社から羽田野家に入った人物である。広大な新田を有する資産家だった敬道は、羽田八幡宮の本殿・拝殿・神主屋敷などを一新し、神域は一変したとされている。高齢だった敬道は当初から養子を迎えることを検討しており、文化10年（1813年）には遠江国豊田郡半場村から養子を迎えているが、4年ほどして不縁となっていた。

### 国学者

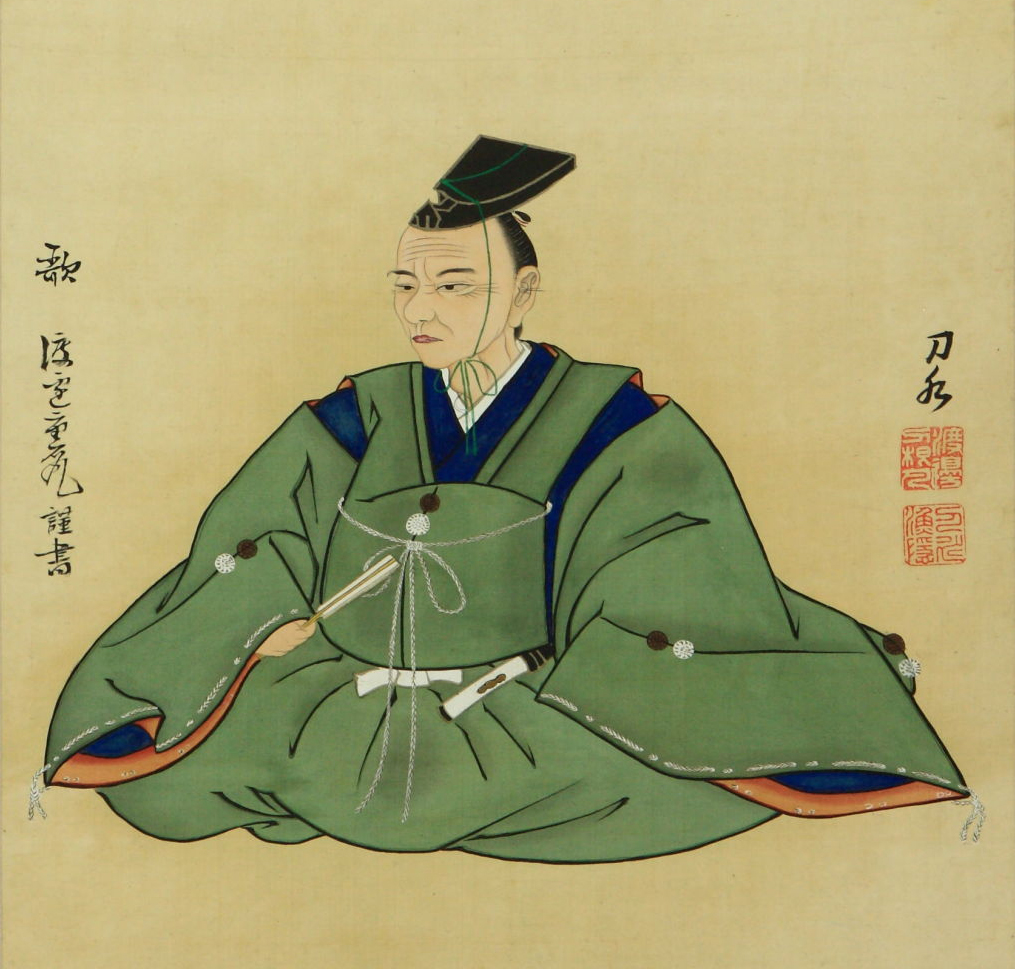
師の平田篤胤

文政8年（1825年）には実兄の勧めによって国学者である本居大平の門人となっている。本居宣長の死後、三河の門人は大平門へ向かった者が57名だったのに対し、本居春庭の門へ向かったのは2名にすぎず、大平門は和歌に関心を寄せる門人が多かった。
文政10年（1827年）には鈴木重野とともに三河出身者として初めて江戸の平田篤胤の門人となり、三河地方で篤胤の思想の普及に努めた。なお、鈴屋系統から平田門へ入ったのは、三河では鈴木と羽田野の2人だけである。三河地方からは砥鹿神社の神主である草鹿砥宣輝と宣隆の親子、宝飯郡八幡宮の寺部宣光、八名郡賀茂神社の竹尾茂樹など、40人もの人物が羽田野の推薦で平田門に入っている。羽田野はさらに遠江国西部からも多数門人を気吹舎（平田塾）に紹介している。平田学派の一員となったことで、伴信友、大国隆正、鈴木重胤などと知り合った。
天保3年（1832年）には篤胤の『弘仁歴運記考』の序文を書いている。天保4年（1833年）には羽田野家の家督を相続。天保年間には『触穢私考』、『参河国官社私考』、『倭名鈔三河国郡郷考』、『参河国古歌古蹟考』などを著した。

### 文庫設立

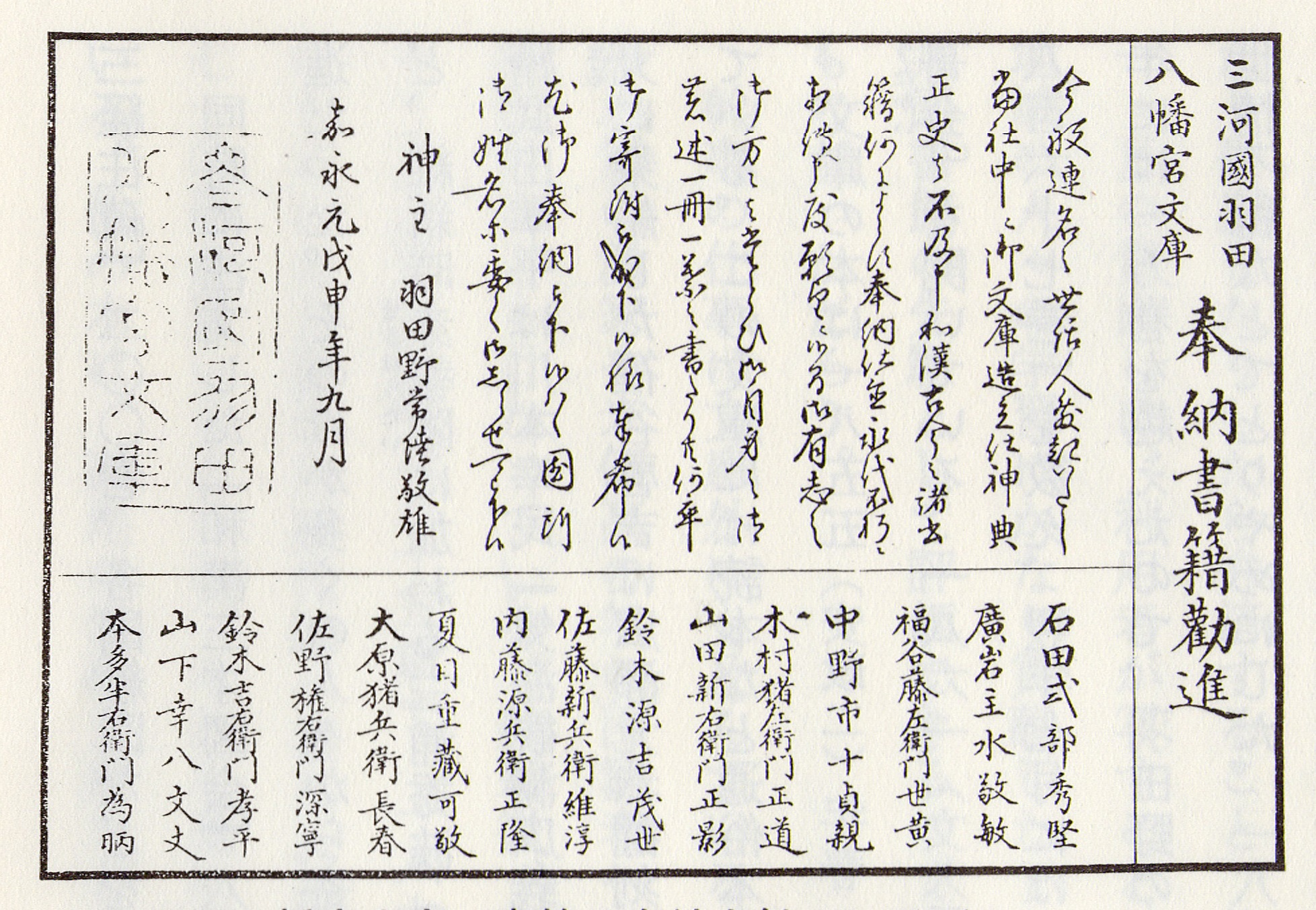
羽田八幡宮文庫への書籍奉納を呼びかけるビラ（豊橋市中央図書館蔵）

嘉永元年（1848年）には福谷世黄や佐野蓬宇らと協力して、自らの蔵書を基にして羽田八幡宮文庫を設立。羽田野を中心とする16人の世話人が計180両の資金を供出して、羽田野が神主を務める羽田八幡宮に6坪（2間×3間）の書庫を設置した。世話人が持ち寄った書籍だけでは蔵書が不十分だったため、有志の寄付を期待するビラを作成。これに吉田藩主の松平信古が呼応し、嘉永5年（1852年）には『四書大全』や『皇朝史略』など書籍37巻の寄付を受けているほか、文庫の永続料として毎年米10俵を贈られた。後には閲覧室や講義室を併設しており、学問を志す者に広く公開したのが羽田八幡宮文庫の特徴である。蔵書の閲覧や貸出を一般大衆にも認めていた文庫は他に例がないという。羽田八幡宮文庫は水戸徳川家からも蔵書の寄贈を受けた。

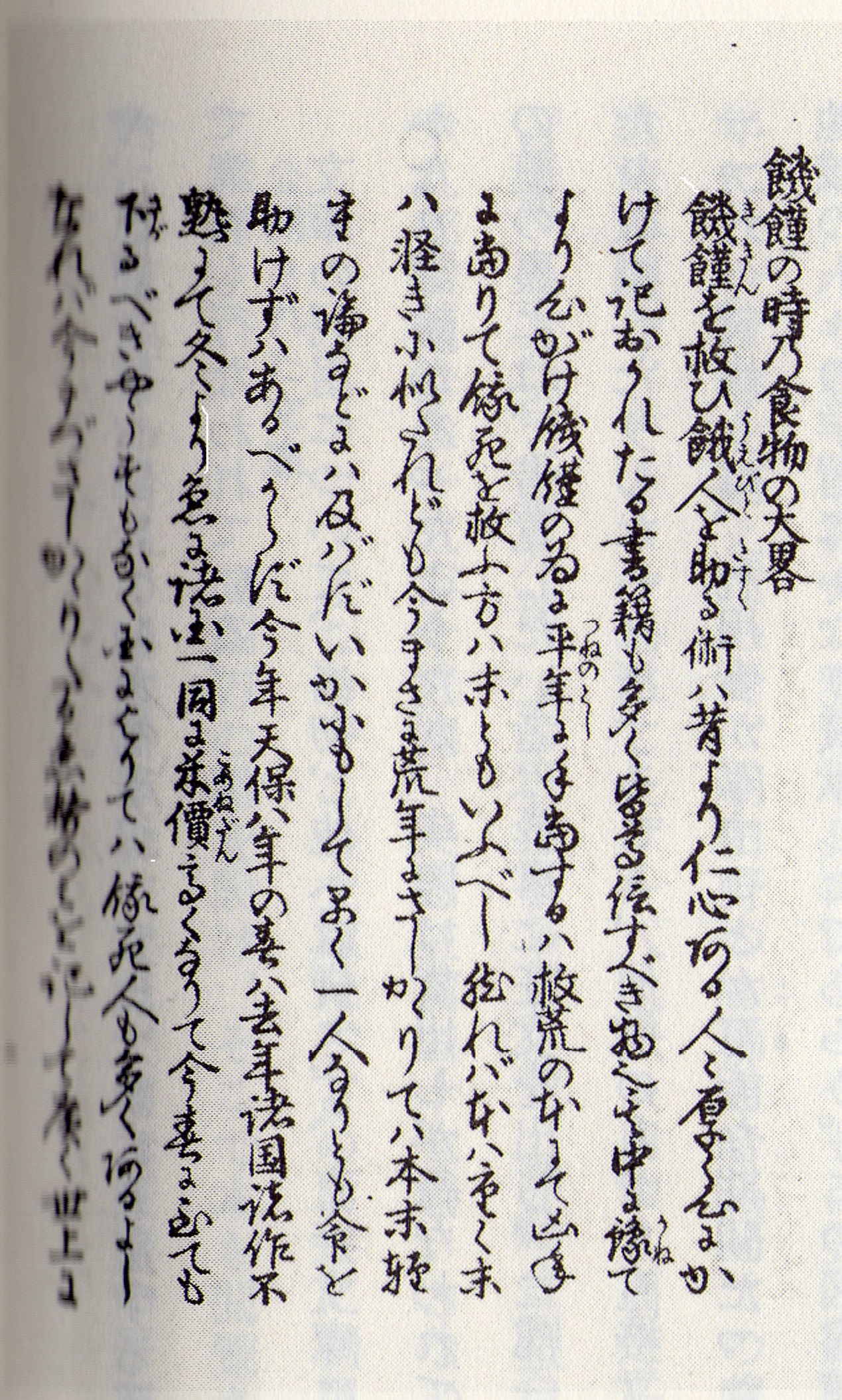
『ききんのこころえ』（1860年）

羽田野が関西を旅行した嘉永6年（1853年）には、大阪・道頓堀の秋田屋で書籍を購入しており、翌年には自らの蔵書600部を羽田八幡宮文庫に寄贈した。同年12月23日の安政東海地震の折には、吉田町の倒壊家屋182軒に餅や味噌を配給する慈善活動を行っている。万延元年（1860年）に米価が高騰した折には、文庫米を提供した上に『ききんのこころえ』を刊行して無償配布した。
また羽田野は人々の神社への関心を高めることを目的として、三河国の式内社26座の案内石柱を建立している。安政3年（1856年）には八名郡神郷村に石巻神社の道標を建て、その後には渥美郡の阿志神社、設楽郡の石座神社、宝飯郡の砥鹿神社、同じく宝飯郡の御津神社の道標を建てている。大国隆正、御巫清直、鈴木重胤、平田篤胤などに題字を依頼しており、この道標は今日も道端に残っている。
安政3年（1857年）には羽田八幡宮文庫脇に松蔭学舎を建設、この寺小屋は文庫の閲覧所としても機能し、文庫の図書館としての機能が整備されていった。このころの蔵書数は約1,000巻だったが、文久2年（1862年）には8,123巻となり、慶應3年（1867年）には10,000巻を超えた。羽田八幡宮文庫は神道や皇学に関するものが多いが、農学、医学、天文学、語学、異国情報など分野は多岐にわたる。東海道を行き来する文人や国学者の中には、大国隆正、鈴木重胤、藤森弘庵など羽田八幡宮文庫に立ち寄って講義を行う者もいた。

### 晩年

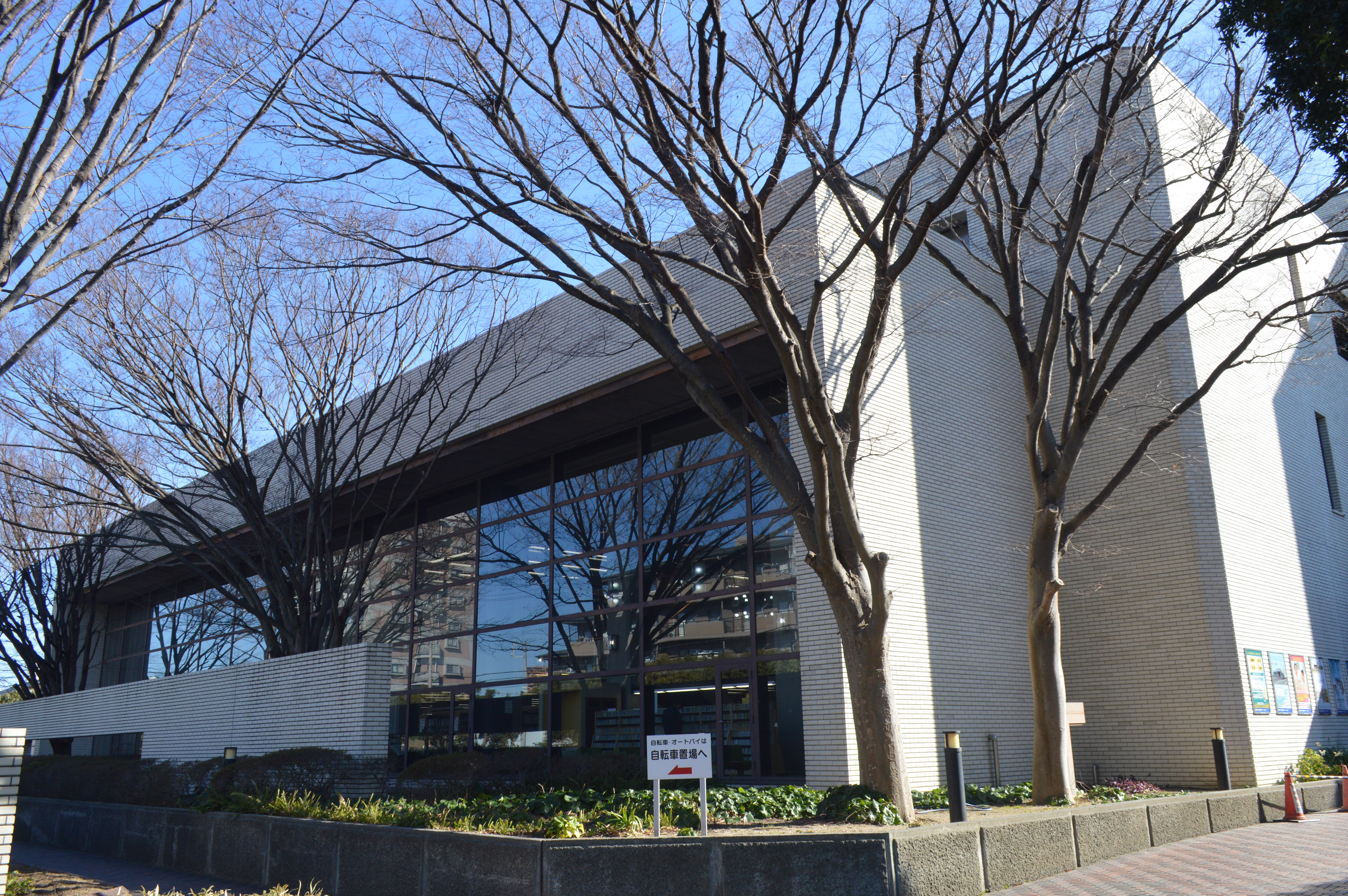
「羽田文庫」を有する豊橋市中央図書館

慶応4年（1868年）に明治維新政府が成立した際には、京都御所の守衛に召されている。1868年（明治元年）には京都の皇学所の御用係に命じられた。国学を教授するために設けられた皇学所の十数人のなかに、三河から羽田野、草鹿砥宣隆、竹尾正胤の3人が選ばれているのは、この地方における平田派の水準が高かったことを物語っている。しかし、羽田野自身は、翌年には老体を理由に豊橋に帰郷し、1869年（明治2年）には宝飯郡国府村（現・豊川市国府町）の修道館の学頭となって皇学を、1870年（明治3年）には豊橋藩皇学校の教授となってやはり皇学を教えた。1871年（明治4年）には神官の世襲廃止令が出され、羽田野家は断絶となった。羽田野家の敷地内に建てられていた羽田八幡宮文庫はこの際に羽田野家の所有物となっている。1873年（明治6年）には教部省より権大講義に補せられた。その研究は高く評価されており、明治政府は羽田野に対して『参河国神名帳私考』、『参河国歴代古蹟考』、『倭名鈔三河国郡郷考』、『総国風土記考』の提出を求めた。

### 死後
敬雄の没後には蔵書の多くが売却されたが、その大部分は後に買い戻された。やがて豊橋市図書館の所蔵物となって豊橋市中央図書館に「羽田文庫」が開設された。羽田八幡宮文庫創立150周年にあたる1998年（平成10年）には、羽田八幡宮が羽田八幡宮文庫址の土地を買い戻している。蔵書の一部は西尾市の西尾市岩瀬文庫にも所蔵されており、約10,000冊が豊橋市中央図書館に、約1,000冊が岩瀬文庫に所蔵されている。
2000年（平成12年）12月4日には「羽田八幡宮社務所離れ（旧羽田野家住宅主屋）」「羽田八幡宮蔵（旧羽田八幡宮文庫）」「羽田八幡宮門（旧羽田八幡宮文庫正門）」の3施設がそれぞれ国の登録有形文化財に登録された。2003年（平成15年）から10年計画で羽田文庫の中の和装本の整備事業が実施された。2007年（平成19年）11月3日には宝飯郡御津町西方（現・豊川市御津町西方）に羽田野敬雄生誕碑が設置された。2020年（令和2年）には、旧蔵書や掛軸・書函・書簡など9,200点が、「羽田八幡宮文庫旧蔵資料」として豊橋市有形文化財に一括指定された。

## 子女

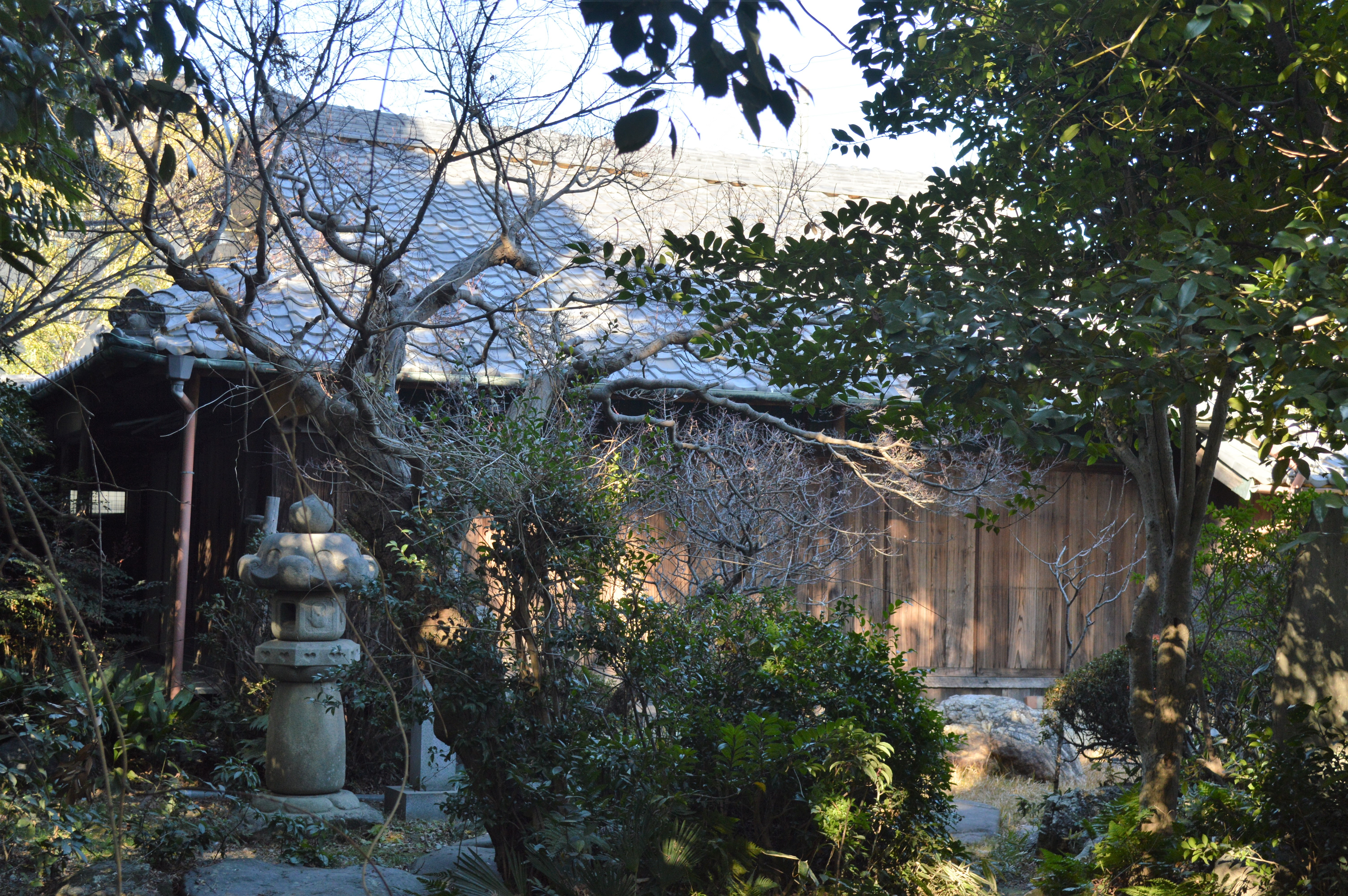
羽田八幡宮社務所離れ（旧羽田野家住宅主屋）

美寿との間には二男七女を儲けているが、長男・敬繁は夭死し、次男・重雄も子を持たないまま羽田野より先に亡くなっている。女子は6人が成人し、六女・八重の夫である武田準平は伊東玄朴の門人で、のちに愛知県議会初代議長を務めたものの、1882年（明治15年）に刺客に襲われて殺害された。
- 長女 多嘉(1824-????)
- 次女 智登(1827-????)
- 三女 美都(1830-????)
- 四女 宇多(1831-????)
- 長男 敬繁(1836-1837)
- 五女 義嘉(1838-1842)
- 次男 重雄(1841-1878)
- 六女 八重(1844-????) : 夫は愛知県議会初代議長の武田準平
- 七女 許登(????-????)

出典 : 『幕末三河国神主記録』

## 著作
- 『参河国古歌名蹟考』
- 『参河国神名帳私考』
- 『参河国官社私考』
- 『触穢私考』
- 『倭名鈔三河国郡郷考』
- 『参河国養蚕由来記』など多数